# Chevrolet Epica
La Chevrolet Epica è una berlina di grandi dimensioni di segmento D prodotta dalla Daewoo e commercializzata sotto marchio Chevrolet dal 2005 al 2011. La base costruttiva è quella dell'Opel Vectra, dalla quale il modello eredita doti quali interni spaziosi e finiture di buona qualità. Su altri mercati è in vendita come Daewoo Tosca e come Holden Epica.

## Motori
Anche l'Epica, come molti modelli europei della stessa casa poteva essere acquistata con l'impianto GPL già montato in fabbrica (per entrambi i motori a benzina).
| Modello      | Disponibilità        | Motore      | Cilindrata (cm³) | Potenza massima | Coppia massima (Nm) | Emissioni CO2 (g/km) | 0–100 km/h (secondi) | Velocità max (km/h) | Consumo medio (km/L) |
| 2.0 24V      | dall'esordio al 2010 | Benzina     | 1993             | 105 kW (143 CV) | 195                 | 205                  | 9,9                  | 207                 | 12                   |
| 2.0 24V GPL  | dal 2008 al 2010     | Benzina/GPL | 1993             | 105 kW (143 CV) | 195                 | 205                  | 9,9                  | 207                 | 12                   |
| 2.5 24V      | dall'esordio al 2007 | Benzina     | 2492             | 115 kW (156 CV) | 237                 | 219                  | 9,9                  | 209                 | 10                   |
| 2.0 VCDi 16V | dal 2007 al 2010     | Diesel      | 1991             | 110 kW (150 CV) | 320                 | 160                  | 9,7                  | 200                 | 15,8                 |